# Ernest Esclangon
Ernest Benjamin Esclangon (17 de marzo de 1876 – 28 de enero de 1954) fue un astrónomo y matemático francés. Al margen de su faceta como astrónomo, es recordado por haber ideado el primer servicio telefónico automático de horario hablado, inaugurado en el Observatorio de París en 1933.

## Semblanza

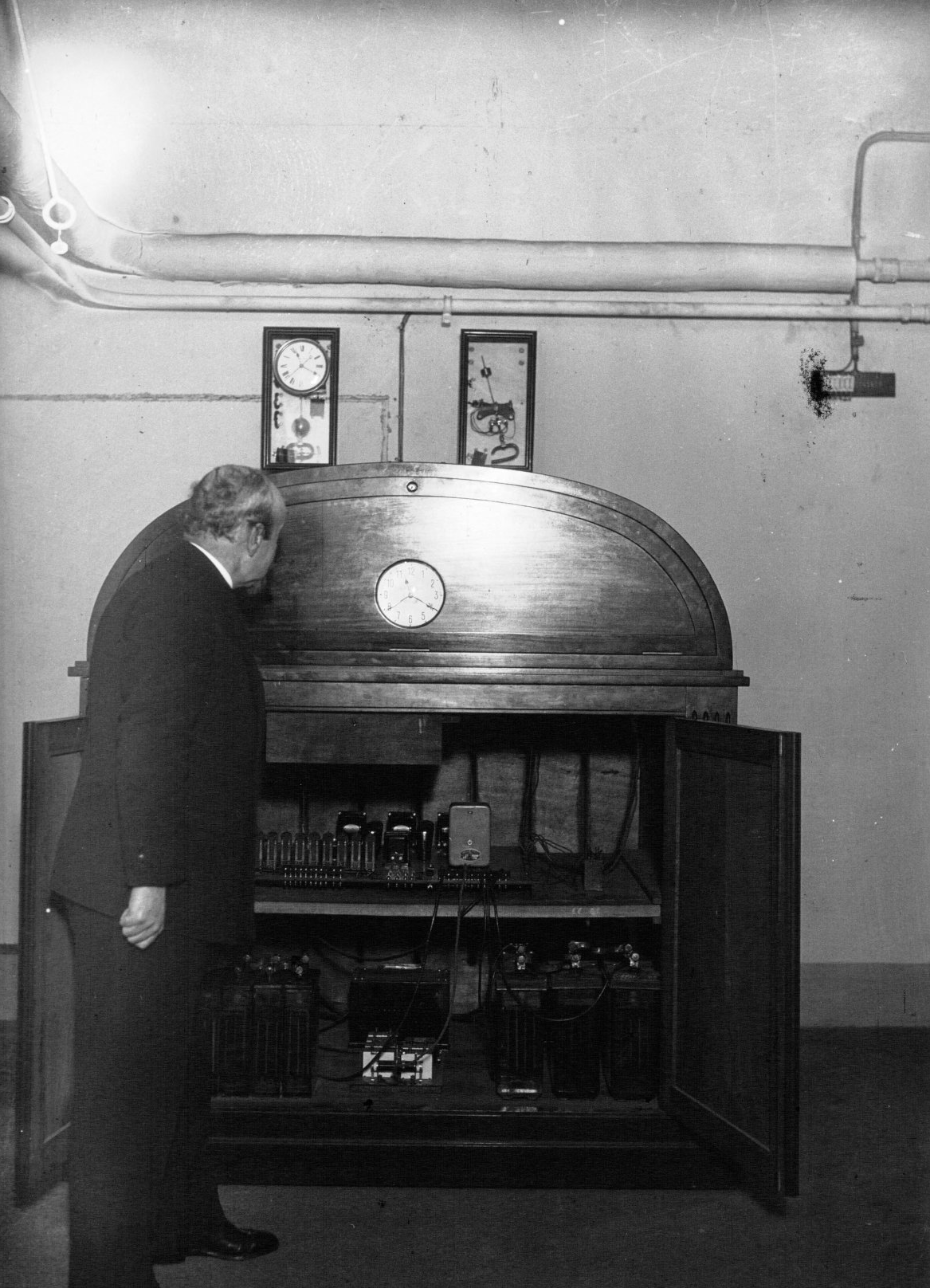
Ernest Esclangon delante del reloj parlante del Observatorio de París (1933).

Escanglon nació en Mison, Alpes de Alta Provenza, en 1895. Ingresó en la École Normale Supérieure para estudiar matemáticas, graduándose en 1898. Para ganarse la vida mientras completaba su doctorado en funciones cuasiperiódicas,  comenzó a trabajar en el Observatorio de Burdeos, impartiendo además algunas clases de matemáticas en la universidad.
Durante la Primera Guerra Mundial trabajó en balística y desarrolló un método novedoso para localizar con precisión la artillería del enemigo. Cuando un cañón es disparado, se inicia una onda de choque esférica, pero el proyectil también genera su propia onda, de forma cónica. Utilizando el sonido de cañones distantes para comparar las dos ondas, Escaglon era capaz de calcular con exactitud la localización de una pieza de artillería.
Tras el armisticio en 1919, Esclangon obtuvo los cargos de director del Observatorio de Estrasburgo y de profesor de astronomía en la universidad el año siguiente. En 1929, fue nombrado director del Observatorio de París y de la Agencia de Tiempo Internacional, además de ser elegido por el Bureau des Longitudes en 1932. Quizás es más recordado por iniciar en 1933 el primer servicio telefónico automático de horario hablado, según se dice para liberar al personal del observatorio de contestar las numerosas llamadas telefónicas solicitando la hora exacta. Fue elegido miembro de la Academia de Ciencias de Francia en 1939.
Fue director del Observatorio de París durante la Segunda Guerra Mundial, incluyendo el período de la ocupación alemana de París. Se retiró en 1944, y murió en Eyrenville (Francia) en 1954.

## Eponimia
- El asteroide binario 1509 Esclangona lleva este nombre en su honor.
- Así mismo, el cráter lunar Esclangon fue denominado así en su memoria.